# Jamie Harvey
Jamie Harvey (Glasgow, 15 augustus 1955) is een voormalig professioneel darter afkomstig uit Schotland. Zijn bijnaam luidt dientengevolge Bravedart.
Harvey was van 1994 tot en met 2006 onafgebroken present op het PDC-WK en haalde daarin in 1996 de halve finale. Deze ging uiteindelijk met 5-1 verloren tegen Dennis Priestley. Hij bereikte nooit de finale van een groot toernooi, maar wist wel de Open Antwerpen in 2000 en de Scottish Masters in 1992 op zijn naam te schrijven. Harvey won ook WDF Europe Cup Pairs in 1992 samen met Ronnie Sharp.
De laatste jaren is Harvey afgegleden in de rankings en speelt hij nog maar een bescheiden rol binnen de PDC. Bij de invoering van het Order of Merit-systeem binnen de bond bezette hij de 48ste plaats.

## Resultaten op Wereldkampioenschappen

### BDO
- 1992: Laatste 16 (verloren van Kevin Kenny met 2-3)
- 1993: Laatste 32 (verloren van Mike Gregory met 0-3)

### WDF
- 1991: Halve finale (verloren van John Lowe met 3-4)
- 1999: Laatste 64 (verloren Michael Muroki met 3-4)

### PDC
- 1994: Laatste 24 (groepsfase)
- 1995: Kwartfinale (verloren van Rod Harrington met 2-4)
- 1996: Halve finale (verloren van Dennis Priestley met 1-5)
- 1997: Kwartfinale (verloren van Peter Evison met 3-5)
- 1998: Laatste 24 (groepsfase)
- 1999: Laatste 16 (verloren van  Bob Anderson met 2-3)
- 2000: Laatste 16 (verloren van Dennis Priestley met 2-3)
- 2001: Kwartfinale (verloren van Dave Askew met 0-4)
- 2002: Laatste 32 (verloren van Shayne Burgess met 3-4)
- 2003: Laatste 16 (verloren van John Part met 3-5)
- 2004: Laatste 32 (verloren van Steve Beaton met 0-4)
- 2005: Laatste 32 (verloren van Roland Scholten met 2-4)
- 2006: Laatste 64 (verloren van Tomas Seyler met 0-3)

## Resultaten op de World Matchplay
- 1994: Kwartfinale (verloren van Dennis Priestley met 4-11)
- 1995: Laatste 16 (verloren van Phil Taylor met 6-8)
- 1996: Halve finale (verloren van Peter Evison met 9-13)
- 1997: Laatste 32 (verloren van Paul Lim met 6-8)
- 1998: Laatste 16 (verloren van Peter Manley met 6-8)
- 1999: Laatste 16 (verloren van Peter Manley met 7-13)
- 2000: Laatste 32 (verloren van Phil Taylor met 2-10)
- 2001: Laatste 32 (verloren van Phil Taylor met 2-10)
- 2002: Laatste 16 (verloren van Ronnie Baxter met 7-13)
- 2003: Laatste 16 (verloren van Phil Taylor met 3-13)
- 2004: Kwartfinale (verloren van Ronnie Baxter met 4-16)
- 2005: Laatste 32 (verloren van Phil Taylor met 4-10)